# 盛昶
盛昶（1425年—？），字允高，號晉齋，晚號休休翁，南直隸蘇州府吳江縣人，明朝政治人物。

## 生平
來自平江盛氏家族，祖父盛宜為盛寅長兄。景泰元年（1450年）庚午科應天鄉試第四十七名舉人，二年（1451年）辛未科二甲第二十七名進士。授監察御史，六年（1455年）因災異頻發，與同為監察御史的倪敬、江陰杜宥、蕪湖黃讓、羅俊、汪清六人一同上書請求明景帝廉政並減免營造浪費。明景帝不悅，下書至禮部。禮部反稱六人忠愛。景帝不以為然，不久，詔令右都御史蕭維禎考察其屬，命罷免此等人，受牽連的十六位御史均被謫為典史。明英宗發動奪門之變後，詔命此等人均為知縣，盛昶任羅江縣知縣，升敘州府知府，並有禦寇功。